# Zanclus
Zanclus is een geslacht van straalvinnige vissen uit de familie van de wimpelvissen (Zanclidae).

## Soort
- Zanclus cornutus (Linnaeus, 1758) – Maskerwimpelvis